# História feminista
História feminista refere-se à releitura da história sob uma perspectiva feminina. Não é o mesmo que a História do feminismo, que traça as origens e a evolução do movimento feminista. Difere também da História das mulheres, que foca no papel das mulheres em eventos históricos. O objetivo da história feminista é explorar e iluminar o ponto de vista feminino sobre a história por meio da redescoberta de escritoras, artistas, filósofas etc., para recuperar e demonstrar a importância das vozes e escolhas das mulheres no passado. A história feminista busca alterar a disciplina histórica para incluir o gênero em todos os aspectos da análise, aplicando ainda uma lente feminista crítica. Jill Matthews afirma que “o propósito dessa mudança é político: desafiar as práticas históricas que menosprezaram e oprimiram as mulheres e criar práticas que permitam às mulheres autonomia e espaço para auto-definição.”
Dois problemas específicos que a história feminista procura abordar são a exclusão das mulheres da tradição histórica e filosófica e a caracterização negativa das mulheres ou do feminino; contudo, ela não se ocupa apenas de gênero em si, mas sim da reinterpretação da história de modo mais holístico e equilibrado.

“Se entendermos o feminismo como esse modo de pensar que insiste que as diferenças e desigualdades entre os sexos são resultado de processos históricos e não cegamente ‘naturais’, podemos compreender por que a história feminista sempre teve uma dupla missão — por um lado, recuperar as vidas, experiências e mentalidades das mulheres da condescendência e obscuridade em que foram colocadas de maneira tão antinatural, e, por outro, reexaminar e reescrever toda a narrativa histórica para revelar a construção e o funcionamento do gênero.” — Susan Pedersen

O fenômeno da “mulher desaparecida” tem sido foco da pesquisa acadêmica feminista. Investigações na história e literatura das mulheres revelam um rico patrimônio cultural negligenciado.

## Entendendo a história feminista
A história feminista combina a busca por estudiosas do passado com uma perspectiva feminista contemporânea de como elas afetaram a história. Embora muitos a confundam com a história das mulheres, não se limita a recontar sob o ponto de vista feminino: é interpretar a história com uma mentalidade feminista. Tampouco deve ser confundida com a história do feminismo, que narra os movimentos feministas. Historiadoras feministas incluem “investigações culturais e sociais” em sua pesquisa. Surgiu quando mulheres começaram a escrever relatos de suas próprias vidas e das outras. Algumas, como Susan B. Anthony e Audre Lorde, documentaram seus movimentos feministas.

## Relações com a história das mulheres
Historiadoras feministas utilizam a história das mulheres para explorar vozes do passado feminino. Essa coleta de informações depende de especialistas e de fontes primárias essenciais. Relatos em primeira pessoa, como o de Soja Fiedler em And the Walls Come Tumbling Down? A Feminist View from East Berlin, descrevem a vida cotidiana das mulheres na República Democrática Alemã e o impacto das leis governamentais. Embora as políticas socialistas tenham incentivado a mulher no trabalho, elas foram formuladas sem participação feminina, reforçando a história pública que as excluía.

## Integrando histórias
Historiadoras feministas distinguem duas histórias principais: a pública, feita de eventos políticos e jornais; e a história das mulheres, formada por fontes primárias analisadas. Integrá-las oferece visão mais feminista do passado. Conforme Peter G. Filene, “o objetivo é ajudar estudantes a entender valores e comportamentos de pessoas diferentes, entrando em outras vidas, analisando as forças que as moldaram e compreendendo padrões culturais.” Ao lecionar história das mulheres americanas, Filene percebeu que não estudava apenas “herstory”, mas uma história compensatória, reconhecendo que a divisão entre esferas pública e doméstica é imaginária.

## Historiografia feminista
A historiografia feminista é outro aspecto relevante. Uma pesquisadora importante é Judith M. Bennett, que em History Matters: Patriarchy and the Challenge of Feminism discute o “equilíbrio patriarcal”. Cheryl Glenn destaca que incluir mulheres na história da retórica é gesto ético e intelectual responsável para descongelar memórias e afirmar suas contribuições públicas.